# Della Calabria illustrata
Della Calabria illustrata è un'opera scritta tra il 1672 ed il 1683 da Giovanni Fiore da Cropani, padre cappuccino, in cui descrive la storia e la storiografia della Calabria fino al XVII secolo. L'opera venne pubblicata postuma: un volume apparve nel 1691, il successivo nel 1743. 
Un terzo volume, riguardante la "Calabria Dominante", "Calabria titolata" e "Calabria nobile", rimasto inedito, venne poi pubblicato nel 1977 sulla base di alcuni manoscritti esistenti, riedito in edizione arricchita nel 1999.
Insieme all'altra grande opera della stessa epoca "Croniche, et Antichità di Calabria" di fra’ Girolamo Marafioti da Polistena, opere che accostano antiquaria e corografia nello studio del territorio regionale, utilizza l’armamentario erudito di temi e argomentazioni che riceve in eredità dalla storiografia del XVI e XVII secolo.

## Tomo I
- Libro primo
  - Popolazioni di Calabria
  - Colonie e municipi romani
  - Città antiche di Calabria
  - Popolazioni dopo il cristianesimo
  - Città distrutte di Calabria
  - Abitazioni dal Talao al Savuto
  - Abitazioni dal Savuto al Metauro
  - Abitazioni dal Metauro all'Alece
  - Abitazioni dall'Alece al Corace
  - Abitazioni dal Corace al Neto
  - Abitazioni dal Neto al Sinni
- Libro secondo
  - Calabria fortunata
  - Acque
  - Fertilità della Terra
  - Animali
  - Selve e boschi
  - Caccia
  - Miniere e minerali
  - Appendice
- Libro terzo
  - Iscrizioni antiche
  - iscrizioni latine di Petelia
  - Medaglie dei reggini
- Libro quarto
  - Figure illustri illustri calabresi attribuite, per confusione di nomi, a Grecia, Sicilia, Napoli
  - Figure illustri secolari rivendicate alla Calabria
  - Figure illustri di origine calabrese
  - Figure illustri che abitarono la Calabria o vi morirono
  - Figure illustri che frequentano la Calabria
  - Figure illustri rivendicate alla Calabria
  - Figure illustri falsamente rivendicate alla Calabria
  - Indice delle città
  - Indice dei villaggi
  - indice delle cose notevoli

## Tomo II - Calabria Santa
- Libro Primo
  - Parte prima
    - Discorso I
    - Discorso II

  - Parte seconda
    - De confessori pontefici
    - De confessori abati
    - De confessori non pontefici

  - Parte terza
    - Delle Sante femmine
    - Delle vergini e martiri
    - Delle vergini non martiri
    - Delle sante vedove
- Libro Secondo - Della Calabria Sagra
  - Parte prima
    - Calabria Sagra secolare
    - Discorso I. Delle molte chiese vescovili nella Calabria
    - Cattedrali rimaste rovinate
    - Cattedrali trasferite, e cambiate di nome
    - Cattedrali unite
    - Discorso II. Sopra il vescovado di Taverna unito a quel di Catanzaro
    - Dell'arcivescovado di Reggio, e suoi suffraganei
    - Della cattedrale di Bova
    - Della cattedrale di Catanzaro
    - Della cattedrale di Cotrone
    - Della cattedrale di Gerace

  - Parte seconda
    - Calabria Sagra secolare
    - Discorso I. Antichità dello stato religioso nella Calabria
    - Discorso II.Moltiplicità di religiosi e di monasteri nella Calabria
    - Della religione carmelitana
    - Della religione basiliana
    - Della religione benedettina
- Libro Terzo - Della Calabria festiva
  - Parte prima
    - Come sempre, ed in ogni tempo fu nel mondo la solennità delle feste sagre
    - Feste sagre celebrate nella Calabria ebrea
    - Feste sagre celebrate nella Calabria idolatra greca
    - Feste sagre celebrate nella Calabria idolatra romana
    - Origine, numero, fine e statuti delle sagre Feste celebra il Cristianesimo

  - Parte seconda
    - Martyrologium Calabricum

## Tomo III
- VII. Calabria dominante 
  - De' dominanti nell'ecclesiastico
    - De' sommi pontefici
    - De' cardinali
    - Degl'arcivescovi
    - De' vescovi
    - Appendice I, Di molti gradi secolari
    - Appendice II, Di molti gradi regolari
    - De' dominanti nel temporale
    - Gradi del dominio romano
    - De' regi
    - Appendice I: De' viceré
    - Appendice II: De' consiglieri
    - Appendice III: De' ciamberlani
    - Appendice IV: Degl'ambasciatori
    - Appendice V: De' segretari regi
    - De sette offici del regno
    - Di altri gradi...
- IX Calabria Titolata
  - Del titolo commune alla Calabria
  - De' titoli vassalli
  - De' principi
  - De' duchi
  - De' marchesi
  - De' conti
- Calabria nobile
  - Prima origine della nobiltà
  - Che cosa fosse nobiltà
  - Se il luogo possa recare impedimento alla nobiltà
  - Se la professione della medicina possa recare impedimento alla nobiltà
  - Nobiltà di Calabria antica
  - Nobiltà moderna di Calabria
- Famiglie nobili
- Appendici
- Calabria erudita
  - Le glorie classiche
    - Stesicoro
    - Ibico
    - Alessi
    - Nosside

  - Le scuole filosofiche antiche
    - Zaleuco

  - Poeti e dotti latini
    - Cassiodoro

  - La cultura bizantina in Calabria
    - I Bioi

  - L'abate Gioacchino
  - Eruditi tra greco, latino e volgare
  - L'umanesimo latino
  - Poeti in volgare
  - Gli storici
  - I filosofi moderni
    - Agostino Nifo
    - Bernardino Telesio
    - Tommaso Campanella
    - Tiberio Russelliano
    - Pomponio Leto
    - Gian Vincenzo Gravina

  - Giuristi, uomini di legge
  - Religiosi eruditi
    - I gesuiti
    - Prelati secolari
    - I monaci

  - Medici e scienziati
  - Le donne
  - I meri nomi
  - I dimenticati
  - Le arti figurative
  - Musicisti e cantanti
  - Altre arti
  - Uno sguardo ai secoli seguenti
- Calabria guerriera
  - Guerrieri di Calabria
- Appendice: La Calabria di Padre Giovanni Fiore
  - La Geografia
  - Le popolazioni di Calabria
  - La lingua calabrese
  - Le strutture politiche ed amministrative
  - L'ordinamento ecclesiastico
  - I monasteri e gli ordini maschili
  - Gli ordini femminili
  - La vita quotidiana
  - Il mondo delle donne
  - I costumi dei Calabresi
  - La cultura e la lingua di un monaco del Seicento in Calabria
- Indice ragionato dei nomi

## Edizioni
- Giovanni Fiore da Cropani, Della Calabria illustrata - Tomo I, a cura di Ulderico Nisticò, Soveria Mannelli, Rubbettino, 1999.
- Giovanni Fiore da Cropani, Della Calabria illustrata - Tomo II, a cura di Ulderico Nisticò, Soveria Mannelli, Rubbettino, 2000.
- Giovanni Fiore da Cropani, Della Calabria illustrata - Tomo III, a cura di Ulderico Nisticò, Soveria Mannelli, Rubbettino, 2001.

## Edizioni digitali
- Della Calabria Illustrata - Tomo I, Ed. 1691, su digi.ub.uni-heidelberg.de.
- Della Calabria Illustrata - Tomo I, Ed. 1691, su books.google.it.
- Della Calabria Illustrata - Tomo II - Calabria Santa (ed. integrata da Fra Domenico da Badolato), Napoli, Stamperia di Domenico Roselli, 1743.